# Liste der Monuments historiques in Les Charmontois
Die Liste der Monuments historiques in Les Charmontois führt die Monuments historiques in der französischen Gemeinde Les Charmontois auf.

## Liste der Objekte
| Bezeichnung               | Beschreibung                     | Standort                                   | Kennzeichnung | Schutzstatus | Datum | Bild |
| ------------------------- | -------------------------------- | ------------------------------------------ | ------------- | ------------ | ----- | ---- |
| Kruzifix                  | Holz, 17. Jahrhundert            | in der Kirche Nativité-de-la-Vierge (Lage) | PM51002085    | Inscrit      | 1974  |      |
| Taufbecken                | Stein, 17. Jahrhundert           | in der Kirche Nativité-de-la-Vierge (Lage) | PM51002087    | Inscrit      | 1974  |      |
| Skulptur Maria Immaculata | Holz, vergoldet, 18. Jahrhundert | in der Kirche Nativité-de-la-Vierge (Lage) | PM51002086    | Inscrit      | 1974  |      |